# الحمل والنوم
يتأثر النوم أثناء الحمل بعدّة عوامل فسيولوجية وهرمونية ونفسية، مما يؤدي إلى تغيّراتٍ في مدة وجودة النوم. إضافةً لذلك، فإنَّ الحوامل أكثر عرضةً للإصابة باضطرابات النوم مثل الأرق، اضطرابات التنفس المرتبطة بالنوم، ومتلازمة تململ الساقين. تعاني معظم النساء من اضطراباتٍ في النوم أثناء الحمل. ويُعرف أنَّ النوم المتقطع له تأثيرٌ كبيرٌ على الصحة، كما أنه يرتبط بزيادة خطر حدوث نتائج سلبية للحمل.